# تشارلز ويلسون (عالم رسم الخرائط)
تشارلز ويلسون (بالإنجليزية: Charles William Wilson)‏ (و. 1836 – 1905 م) هو رسام الخرائط، ودبلوماسي، ومهندس، وعالم إنسان، وعالم آثار بريطاني، ولد في ليفربول، كان عضوًا في الجمعية الملكية، ويحمل رتبة عسكرية فريق أول، توفي عن عمر يناهز 69 عاماً.

## الخدمة العسكرية
خدم في الجيش البريطاني.

## جوائز
حصل على جوائز منها:
- زميل في الجمعية الملكية
- نيشان القديسين ميخائيل وجرجس من رتبة فارس قائد